# Jurij Zupan
Jurij Zupan, slovenski teolog, * 8. april 1752, Doslovče, † 29. april 1822, Ljubljana.

## Življenjepis
Njegovi starši so bili Gregor in Lucija. Do 1770 je obiskoval jezuitsko gimnazijo v Ljubljani in verjetno še dve leti filozofijo ter od 1773–1775 na Dunaju študiral teologijo in leta 1778 prav tam doktoriral ter bil posvečen v duhovnika. Za Jurijem Japljem je bil 1779–1784 tajnik škofa  Herbersteina, od 1784 župnik pri sv. Petru v Ljubljani, od 1808 pa stolni župnik, kanonik in dekan; od 1779 je bil ožji sodelavec štirih ljubljanskih škofov (Karel Herberstein, Mihael baron Brigido, Anton Kavčič, Avguštin Gruber).
Po oceni Matije Čopa je bil Zupan glavni pobudnik novega prevajanja sv. pisma. V začetku (okoli leta 1784) je kot glavni revizor tesno sodeloval z Japljem, nato prišel z njim v spor in dosegel, da je 1799 prevzel vodstvo sposobnejši, Zupanov leto mlajši sošolec Jožef Škrinjar.